# قرقره (مکانیک)

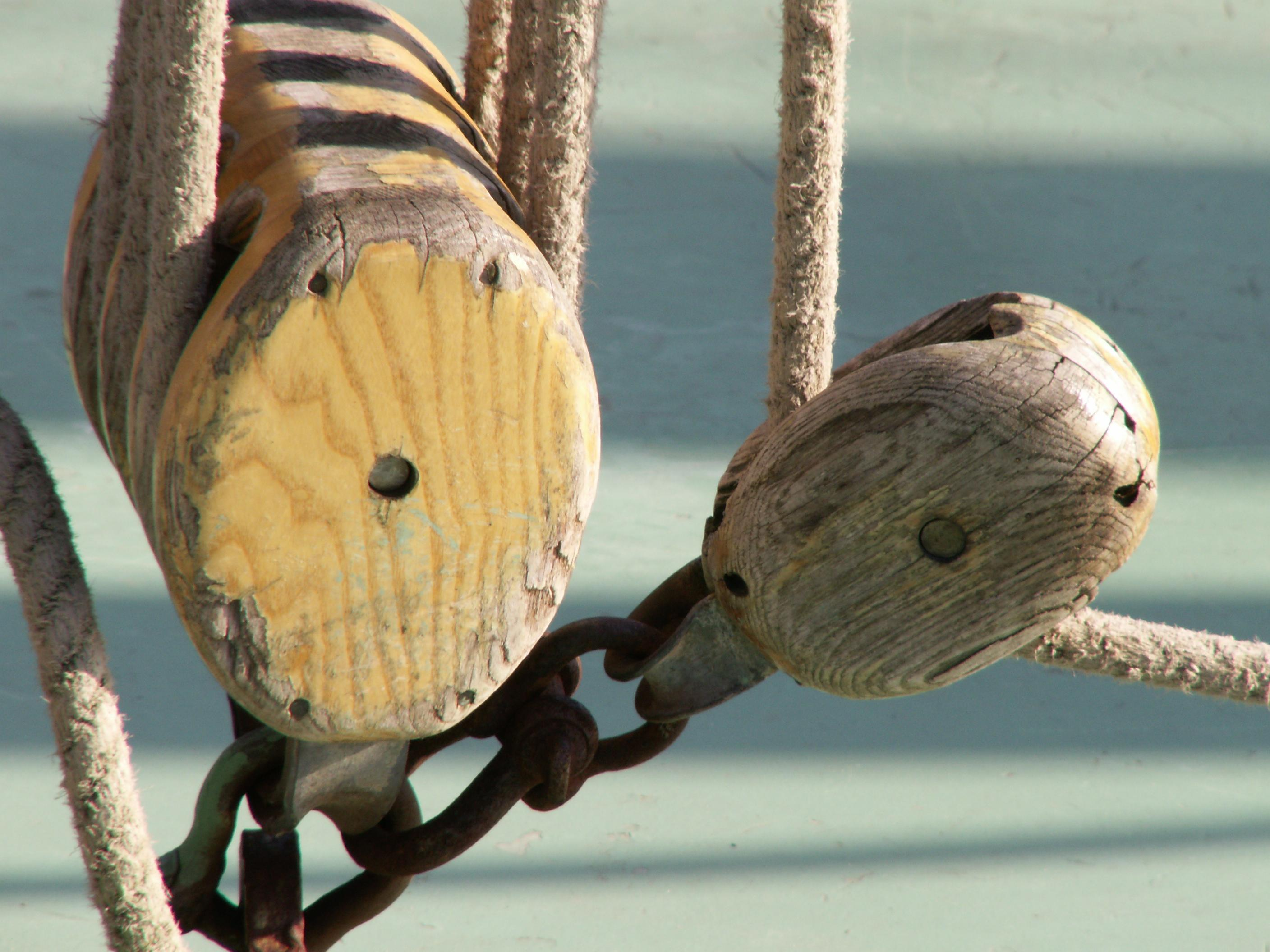
قرقره کشتی

قِرقِره یا غرغره چرخی است که در لبه‌های خود شیاری دارد برای نگهداشتن طناب یا کابل. قرقره از ماشین‌های ساده است و معمولاً برای کاهش نیروی لازم برای کشیدن یا بلند کردن بارها طراحی می‌شوند.
شخصی می‌خواهد وزنه فوق‌العاده سنگینی را نه از راه پله بلکه از طریق پنجره ساختمان به داخل ساختمان انتقال دهد. او برای این کار از طناب و قرقره استفاده می‌کند. این وسایل باعث می‌شوند که وزنه با نیروی کمتر از وزن خود بالا کشیده شود. این کار چگونه عملی می‌شود؟
ابتدا جسم سنگینی را در نظر بگیرید که از دو طناب آویزان شده‌است. در این مجموعه نیروی روبه بالای وارد بر جسم برابر کشش طناب‌ها است و مجموع کشش طناب‌ها بر اساس شرط تعادل نیروها باید برابر وزن جسم باشد. اگر وزنه و سیستم آویخته آن متقارن باشد، کشش هر طناب برابر نصف وزن جسم خواهد بود.

از چپ به راست تعداد قرقره‌هاافزایش پیدا کرده و نهایتاً نیروی محرک کمتر شده و با سهولت بیشتری وزنه را می‌توان بلند کرد.

## قرقره ترکیبی
هدف از به کار بردن دستگاه‌ها کاهش نیروی محرک است. می‌توان دستگاه قرقره‌ها را طوری باهم ترکیب کرد که نیروی محرک بازهم کمتر شود. اگر قرقره متحرکی که وزنه‌ای به آن بسته شده را از طریق طنابی به یک قرقره ثابت سوار کنیم. نیروی مقاوم به جای دو طناب، میان سه طناب تقسیم می‌شود. در این حالت بازوی محرک سه برابر بازوی مقاوم می‌باشد. با استفاده از قرقره‌های بیشتر، بازهم می‌توان نیروی محرک را کمتر کرد.
در ترکیب قرقره‌های مرکب چنین تصور می‌شود که اصطکاک بیشتر ظاهر می‌شود، در صورتیکه اصطکاک در آرایش هندسی دستگاه تأثیری ندارد. اما اصطکاک طناب با قرقره مهم است که برای کاهش آن (تا ناچیز و قابل صرف نظر شود) شیار قرقره را روغن کاری می‌کنند.

## محدودیت افزایش نیرو
کم کردن نیروی محرک با به کار بردن تعداد بیشتری از قرقره‌ها محدودیت دارد؛ زیرا در تحلیل اخیر از عواملی همچون نیروی اصطکاک، وزن قرقره‌های متحرک کشسانی طناب و مقاومت هوا صرف نظر کرده‌ایم. در حالت واقعی مسئله، هر بار که یک قرقره اضافه کنیم اصطکاک دستگاه افزایش می‌یابد. اگر قرقره متحرک باشد که در واقع این نوع قرقره نیروی محرک را کاهش می‌دهد، وزن آن به نیروی مقاوم اضافه می‌شود. نیروی محرک در یک دستگاه واقعی همواره از نیروی محرک آرمانی که با تقسیم نیروی مقاوم میان طناب‌ها بدست می‌آید، بزرگ‌تر است.
اگر تعداد قرقره‌ها افزایش یابد ممکن است مقدار نیروی مقاوم به‌طور قابل ملاحظه‌ای افزایش یابد. نیروی اصطکاک نیز، با اینکه باعث افزایش نیروی محرک می‌شود، هیچ تأثیری در مقداری که باید طناب کشیده شود، ندارد. قرقره‌های مرکب به‌طور کلی به سه دسته تقسیم می‌شوند:
1. قرقره‌های مرکبی که اجزای آن‌ها توسط یک رشته نخ به هم متصل شده‌اند و برای به دست آوردن مزیت مکانیکی کامل آن‌ها باید رشته نخ‌های متصل به قرقره‌های متحرک را شمرد.
2. قرقره‌های مرکبی که با چند رشته نخ متصل شده‌اند و مزیت مکانیکی کامل آن‌ها از فرمول دو به توان تعداد قرقره‌های متحرک به دست می‌آید. انواع دیگری از قرقره‌های مرکب نیز وجود دارند که برای به دست آوردن مزیت مکانیکی آن‌ها باید از راه‌های دیگری استفاده کرد.

## مزیت مکانیکی قرقره
مزیت مکانیکی کمیتی بی‌بعد است که در ماشین‌های مکانیکی مطرح می‌شود. طبق تعریف نسبت بازوی محرک بر بازوی مقاوم یا نیروی مقاوم بر نیروی محرک مزیت مکانیکی دستگاه است. این مقدار برای قرقره ثابت ۱ و برای قرقره متحرک ۲ بوده و برای قرقره متحرکی که از دو تا قرقره ثابت و متحرک تشکیل شده برابر ۳ است.
همچنین مزیت مکانیکی قرقره‌های مرکب را می‌توان با شمردن تعداد دورهای طناب به دست آورد

## انواع قرقره
1. قرقره ترکیبی
2. قرقره ساده:

- قرقرهٔ ثابت:

مزیت مکانیکی این قرقره همواره برابر یک است. همچنین این قرقره نظیر اهرم نوع اول است.
- قرقرهٔ متحرک:

این قرقره آزادانه بر روی ریسمان (طناب) جابه‌جا می‌شود. مزیت مکانیکی کامل این قرقره برابر ۲ است؛ زیرا بازوی محرک (قطر چرخ) همواره دو برابر بازوی مقاوم (شعاع چرخ) است.

## نگارخانه

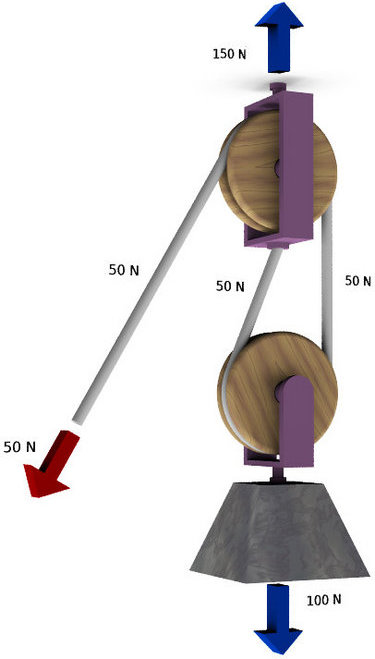